# 同期検波
同期検波 （どうきけんぱ）（coherent detection,synchronous detection）は、振幅変調やデジタル変調など、搬送波を持つ変調された信号を、復調する方法の一つである。送信機で変調するのに使った搬送波と位相が同期した搬送波を受信機側で何らかの方法で作りだし、この搬送波を使って検波する。

## 振幅変調受信機の同期検波

### 原理
受信機において、送信機で変調するのに使った搬送波と同じ周波数・位相を持つ搬送波とその搬送波の位相をπ/2ずらした波の二つ（これらを「基準搬送波」と呼ぶ）を用意する。この基準搬送波に受信した信号をそれぞれ乗算し、低域通過回路（LPF）で高調波成分を除去し、信号を抽出する。

### メリット
一般的な包絡線検波の受信機と比較して、USB、LSBの一方を選択して復調することもできることから、混信の影響などを受けているのが片側の場合にそれを回避できる。
放送の搬送波に対し、周波数だけでなく位相までそろった信号を受信機内で生成し、受信した信号との積を作るとUSB+LSBの音声信号が得られる。搬送波と位相が90度異なる信号を用いれば、USB-LSBの音声信号が得られる。この二つの和差をとれば、USB、LSBが得られる（その際、USB-LSB側は位相が回っているので、再度位相をシフトする）。目的の放送より高い周波数の電波の混信ならUSB、低い周波数の電波の混信ならLSBが影響をうける側波帯なので、逆側の側波帯を聞けば混信の影響が少ない。
なお、混信除去だけが目的なら、単純にフィルタを使ってUSBかLSBを選択するような構成の受信機でも良い。ただ、工業的に考えた場合、大きくて高価なフィルタは現実的ではないので、実際にはそのようなアプローチはされない。
また、BFOを用いたプロダクト検波の代わりに、SSBの復調にも用いることができる。送信元の信号がわかっている場合は同期できるが、人間の聴覚にもとづいた操作では、完全な同期は難しい。